# Stråvalla distrikt
Stråvalla distrikt är ett distrikt i Varbergs kommun och Hallands län. 
Distriktet ligger vid kusten, norr om Varberg. 

## Tidigare administrativ tillhörighet
Distriktet inrättades 2016 och utgörs av socknen Stråvalla i Varbergs kommun.
Området motsvarar den omfattning Stråvalla församling hade vid årsskiftet 1999/2000.